# Meghan Klingenberg
Meghan Elizabeth Klingenberg (* 2. August 1988 in Pittsburgh, Pennsylvania) ist eine US-amerikanische Fußballnationalspielerin, die seit der Saison 2016 für den NWSL-Teilnehmer Portland Thorns FC spielt.

## Karriere

### Verein
Klingenberg wurde im College-Draft zur Saison 2011 von der WPS-Franchise der magicJack verpflichtet, wechselte aber im Juni nach lediglich zwei Ligaeinsätzen im Tausch für Nikki Washington zum Ligakonkurrenten Boston Breakers. Nach der Auflösung der WPS spielte sie im Jahr 2012 zunächst für die Western New York Flash in der WPSL Elite, ehe sie zum Damallsvenskan-Teilnehmer Tyresö FF wechselte und in ihrer ersten Saison in Schweden umgehend die Meisterschaft feiern konnte. Nach dem mit 3:4 gegen den Titelverteidiger VfL Wolfsburg verlorenen Champions-League-Finale 2014 wechselte Klingenberg zum NWSL-Neuling Houston Dash. Zur Saison 2016 schloss sie sich den Portland Thorns an.

### Nationalmannschaft

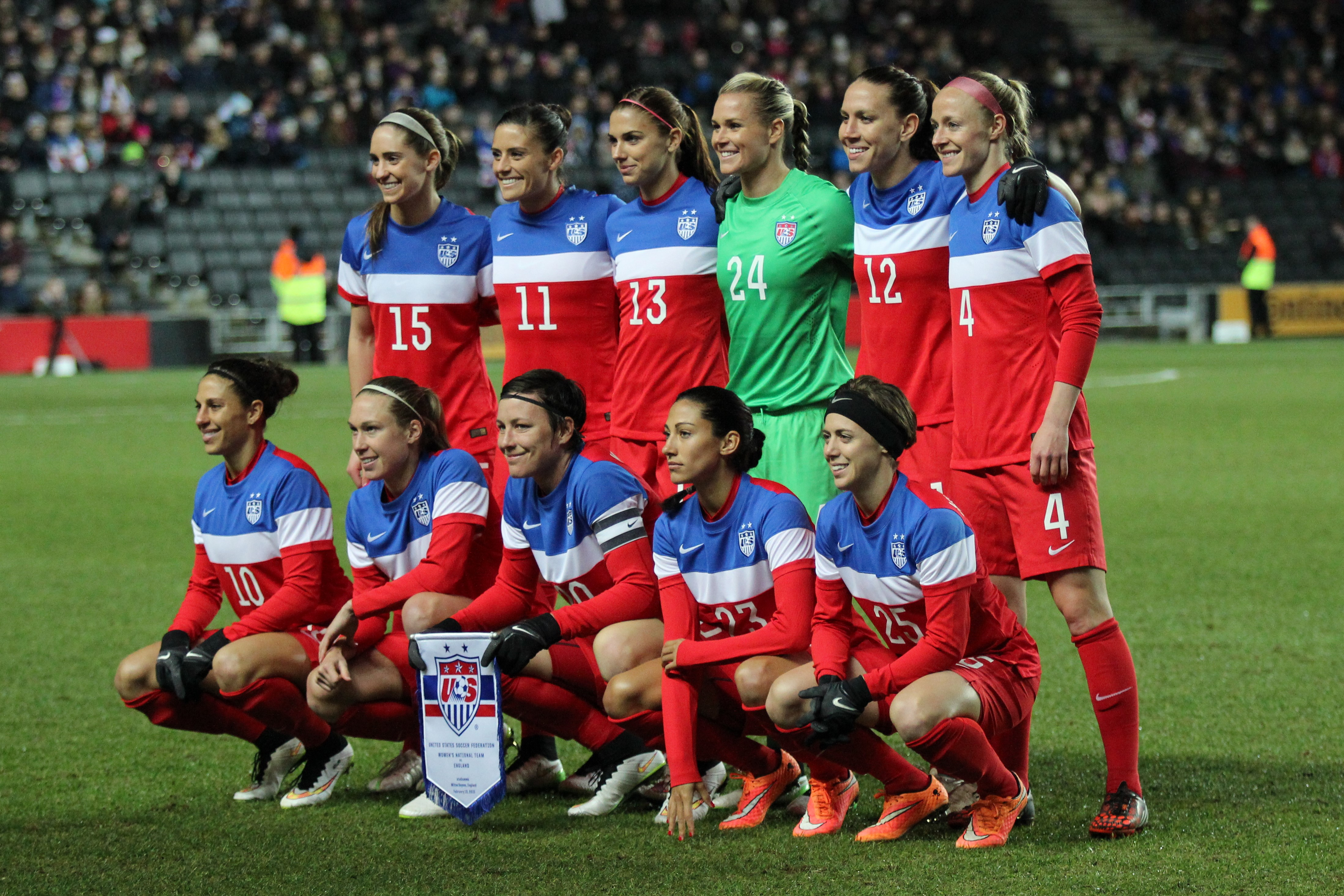
Klingenberg (Nr. 25) mit der US-Nationalmannschaft vor dem Spiel gegen England am 13. Februar 2015

Klingenberg spielte für die U-16-, U-17-, U-20- und U-23-Mannschaften der USA. Im Januar 2011 kam sie im Rahmen des Vier-Nationen-Turniers erstmals für die A-Auswahl der USA zum Einsatz. Nachdem sie im Jahr 2012 ohne Länderspieleinsätze geblieben war, wurde sie 2013 wieder zur Nationalmannschaft berufen und nahm auch am Algarve-Cup 2014 teil. Ihr erstes Länderspieltor erzielte sie beim 6:0 gegen Haiti im letzten Gruppenspiel des CONCACAF Women’s Gold Cup 2014 zum zwischenzeitlichen 3:0. Klingenberg wurde auch für den US-Kader der WM-2015 berufen. Sie kam in allen sieben Spielen zum Einsatz und verpasste keine Minute. Durch den Finalsieg gegen Japan wurde sie erstmals Weltmeisterin.
Sie gehörte ebenfalls zum Kader für das Qualifikationsturnier für die Olympischen Sommerspiele 2016, das die USA gewannen, und kam in allen fünf Spielen zum Einsatz.

## Erfolge
- 2012: Schwedische Meisterschaft (Tyresö FF)
- 2014: Sieg beim CONCACAF Women’s Gold Cup 2014
- 2015: Algarve-Cup
- 2015: Sieg bei der Fußball-WM 2015
- 2016: Gewinn des SheBelieves Cup
- 2017: Gewinn der NWSL-Meisterschaft (Portland Thorns FC)

## Ehrungen
- Aufnahme in die Weltauswahl 2015[3]